# Poujols
Poujols é uma comuna francesa na região administrativa de Occitânia, no departamento de Hérault. Estende-se por uma área de 2,86 km². Em 2010 a comuna tinha 176 habitantes (densidade: 61,5 hab./km²).